# Гастродуоденит
Гастродуоденит — (лат. gastroduodenitis; др.-греч. γαστήρ желудок + duodenum двенадцатиперстная кишка + -ит — воспаление) — воспалительное заболевание слизистой двенадцатиперстной кишки и пилорической зоны желудка.

## Классификация
- В зависимости от преобладающего этиологического фактора выделяют:
  - первичные (экзогенные) гастродуодениты;
  - вторичные (эндогенные) гастродуодениты.
- По распространенности выделяют:
  - распространенные гастродуодениты;
  - локализованные гастродуодениты.
- В зависимости от уровня кислотности различаются гастродуодениты:
  - с нормальной секреторной функцией;
  - с пониженной секреторной функцией;
  - с повышенной секреторной функцией.

## Этиология
Гастродуоденит является полиэтиологическим заболеванием. Выделяют эндогенные и экзогенные причины его развития.
Среди эндогенных причин гастродуоденита большое значение придается повышенному кислотообразованию, уменьшению образования слизи, нарушению гормональной регуляции секреции. Кроме того, к развитию гастродуоденита предрасполагают заболевания печени и желчных путей, эндокринная патология.
Среди экзогенных этиологических факторов выделяют физические, как например, прием острой, холодной или горячей пищи, химические (воздействие пестицидов). Важнейшим фактором является попадание в пищеварительный тракт бактерии Helicobacter pylori.

## Патогенез
При воздействии патологических этиологических факторов на слизистую оболочку желудка и двенадцатиперстной кишки развивается воспалительная реакция, что приводит к нарушению физиологической регенерации слизистой и развитию её атрофии. Также развитие многих хронических заболеваний желудочно-кишечного тракта сопровождается повреждением тканей вследствие избыточного образования в них активных форм кислорода (АФК). Основным источником образования АФК в гастродуоденальной зоне являются полиморфноядерные лейкоциты, инфильтрировавшие слизистую оболочку желудка и двенадцатиперстной кишки. Недостаточное функционирование систем антиоксидантной защиты (АОЗ) ведёт к развитию окислительного стресса.
Все эти факторы приводят к нарушению секреторной и моторной функций. Как правило, отмечают повышение тонуса и моторики желудка, дискинезию двенадцатиперстной кишки.

## Клинические проявления
Клинические проявления гастродуоденитов разнообразны и зависят от степени структурных изменений слизистой, их локализации, стадии патологического процесса, функционального состояния желудка и нарушения обменных процессов в организме.
Общими признаками болезни являются слабость, вялость, нарушенный сон, часто головные боли. Объективно наблюдаются бледность кожных покровов, проявления витаминной недостаточности. Выраженность этих симптомов зависит от степени нарушения обменных процессов в организме.

## Диагностика

### Эндоскопическое обследование
Эндоскопически при гастродуодените обычно обнаруживают очаговую или диффузную гиперемию слизистой оболочки, отек, гипертрофию складок и т. д.
Иногда слизистая оболочка представляется бледной, истонченной, со сглаженными складками. Это типично для атрофического процесса, однако наличие или отсутствие атрофии и её степень могут быть оценены лишь гистологически.

### Гистологическое обследование
Гистологическое исследование слизистой оболочки желудка и двенадцатиперстной кишки является обязательным методом диагностики гастродуоденита, позволяющим достоверно оценить степень воспалительных, дистрофических процессов.

### Оценка секреторной функции желудка
Оценка секреторной функции желудка может осуществляться при помощи метода внутрижелудочной pH-метрии.
Внутрижелудочная pH-метрия позволяет оценить pH в области тела и антрального отдела желудка с помощью специального зонда с двумя встроенными электродами. Нормальная pH в области тела желудка натощак составляет у детей старше 5 лет 1,7-2,5, после введения стимулятора (гистамина) — 1,5-2,5. Антральный отдел желудка, осуществляющий нейтрализацию кислоты, имеет в норме pH выше 5, то есть разница между pH тела и антрального отдела в норме выше 2 ед. Уменьшение этой разницы свидетельствует о снижении нейтрализующей способности антрального отдела и возможном закислении двенадцатиперстной кишки.
Секреторная функция считается пониженной, если снижены все показатели и в базальной, и в стимулированной фракции. Секреторная функция считается повышенной, если повышены даже отдельные показатели хотя бы в одной из фракций.
Хронический гастродуоденит у детей чаще протекает с нормальной или повышенной секреторной функцией, некоторое снижение показателей при хорошем ответе на стимулятор является проявлением индивидуальной нормы. Истинное снижение желудочной секреции характеризуется рефрактерностью к введению стимулятора и типично для тяжелых атрофических форм гастрита, которые редко встречаются у детей.

### Обследование моторной функции
Оценка моторной функции проводится на основании антродуоденальной манометрии. Также оценить моторику желудка можно по электрогастрографии (ЭГГ), а также по УЗИ желудка с предварительным заполнением его водой.

### Рентгеноскопия
Рентгеноскопия желудка с барием не является методом диагностики ХГД, но может использоваться для оценки эвакуаторной функции в дифференциальной диагностике с другими заболеваниями (врожденные пороки, стеноз привратника, опухоли, хроническая дуоденальная непроходимость и т. д.).

### ДиагностикаНр-инфекции
Диагностика Нр-инфекции является обязательной для уточнения типа гастродуоденита и последующего лечения. Различают 3 группы методов диагностики хеликобактериоза:
- Гистологический метод достаточно надежен и является золотым стандартом в диагностике хеликобактериоза.
- Бактериоскопия — обнаружение Нр в цитологических мазках с биоптата на стекло, методы окраски те же.
- Дыхательный тест - определение инфекции хеликобактера, посредством измерения выдыхаемого воздуха.

## Лечение
Лечение гастродуоденитов длительное, последовательное, этапное. Включает рациональный общий, пищевой и двигательный режим, диету, антацидные препараты при повышенной кислотопродукции (викалин, алмагель), средства, стимулирующие репаративные процессы, поливитамины, по показаниям — спазмолитические, седативные препараты, фитотерапия, минеральные воды, в случаях вторичного гастродуоденита со снижением кислотопродукции показаны ферментные препараты.
Наличие дисбаланса между процессами образования активных форм кислорода и их инактивацией  определяет необходимость дополнительного использования антиоксидантных средств (витамин E (токоферол),витамин C (аскорбиновая кислота), убихинон, витамин A (ретинол), бета – каротин и др.) для осуществления полноценной патогенетической терапии гастродуоденальной патологии.
Также необходимо комплексное лечение сочетанных заболеваний органов пищеварения.

## Профилактика
Профилактика гастродуоденита включает в себя рациональный пищевой, общий и двигательный режим, качественно сбалансированное питание, соблюдение всех элементов здорового образа жизни. Оптимальное лечение и реабилитация гастродуоденита — одна из наиболее действенных мер, направленных на профилактику язвенной болезни.